# Comuna Jõhvi
Jõhvi este o comună (vald) din Comitatul Ida-Viru, Estonia.

Este alcătuită din 13 localități (orașe și sate). Reședința comunei este orașul Jõhvi, care are statut separat în cadrul Estoniei.